# Hamadryas julitta
Hamadryas julitta är en fjärilsart som beskrevs av Hans Fruhstorfer 1916. Hamadryas julitta ingår i släktet Hamadryas och familjen praktfjärilar. Inga underarter finns listade i Catalogue of Life.